# Cannagara bubona
Cannagara bubona är en fjärilsart som beskrevs av Druce 1892. Cannagara bubona ingår i släktet Cannagara och familjen mätare. Inga underarter finns listade i Catalogue of Life.